# アブデルカデル・ベンサラー
アブデルカデル・ベンサラー（アラビア語：عبدالقـادربنصالح、英語：Abdelkader Bensalah、1941年11月24日 - 2021年9月22日）は、アルジェリアの政治家、外交官。アルジェリア議会の両院議長を務めた後、大統領代行に就任した。

## 来歴

### 生い立ち
1941年、フランス領アルジェリアのフェラウセーヌ（トレムセン周辺）に生まれる。1970年から1974年までアルジェリア情報文化センターを指揮するためにベイルートで働いた後、アルジェリアに戻り、国営新聞「エルチャブ」のジャーナリストとして3年間働いた。

### 政界
1977年、トレムセンの代表に選出。1989年から93年までサウジアラビア大使を務める。
アブデルアジズ・ブーテフリカ大統領の忠臣であり大規模なデモ（en:2019 Algerian protests）でブーテフリカの退陣が迫られる中においても5選を支持した。ブーテリカは大統領選挙への出馬の意思を示したものの辞任。アルジェリア憲法102条に基づき7日間の大統領欠員を経て、2019年4月9日、大統領代行に就任。

### 晩年
2019年12月9日、アブデルマジド・テブン大統領より国家功労者勲章を受ける。
晩年は癌に苦しみ、2021年9月22日、アルジェの アイン・ナジャ軍事病院で新型コロナウイルスにより死去。79歳没。元大統領ブーテフリカの死後5日後、彼の後を追う形となった。

### 没後
アルジェリアでは3日間半旗となり、ベンサラーはエルアリア墓地に埋葬された。